# خمیس الکواری
خمیس الکواری (انگلیسی: Khamis Al-Kuwari) (تولد ۱۹۸۲ میلادی) یک داور فوتبال اهل کشور قطر است.
او از سال ۲۰۱۲ به عنوان داور بین‌المللی فیفا می‌باشد.
وی در جام جهانی فوتبال داوری کرده‌است.